# Lonicera interrupta
Lonicera interrupta o madreselva chaparral es una especie de planta de flores perteneciente a la familia Caprifoliaceae. Es una madreselva nativa de las regiones secas y calurosas del ecosistema de chaparral de California y Arizona.

## Características
Es un duro arbusto con tronco maderable que eleva una espiga de inflorescencias de flores amarillas. Cada flor tiene, aproximadamente, un cm de longitud con estambres extendidos desde labios enrollados. Los frutos son de color rojo, esféricos y brillantes. Es muy tolerante con la sequía y muy atractivo para los colibrís.

## Taxonomía
Lonicera interrupta fue descrita por George Bentham   y publicado en Plantas Hartwegianas imprimis Mexicanas 313–314. 1849.
Etimología
El término madreselva se ha usado durante mucho tiempo para designar a las especies integrantes del género Lonicera, aunque este apelativo se aplicó primeramente para designar a la especie Lonicera caprifolium  L., planta sarmentosa que se encuentra en los bosques europeos.
El término Lonicera fue usado por primera vez por Linneo en el 1753 adaptando al latín el apellido "Lonitzer", en honor del botánico Lonitzer (1528-1586), médico que ejerció en Fráncfort.
interrupta: epíteto latino que significa "que interrumpe de alguna manera".
Sinonimia
- Lonicera hispidula var. interrupta (Benth.) A. Gray
- Caprifolium interruptum Greene[4]